# Colônias do Sul
```
   |-
       |
Erro:
:  
valor não especificado para "
nome_comum
"
```

As Colônias do Sul  da América Britânica, consistiam na colônia da Virgínia, e nas províncias da Carolina (em 1712 divididas nas Carolina do Norte e do Sul), da Geórgia e de Maryland. Em 1763, as recém-criadas colônias do oriental e ocidental da Flórida seriam adicionadas às colônias do sul pela Grã-Bretanha até 1783, quando o Império Espanhol retomaria a Flórida. Essas colônias se tornariam o núcleo histórico do que se tornaria o Sul dos Estados Unidos, ou "Dixie".
Esse grupo de colônias desenvolveram economias prósperas baseadas no cultivo de culturas comerciais, como tabaco, índigo (matéria-prima para o anil), e arroz. Um efeito colateral do cultivo dessas culturas foi a presença de escravidão em proporções significativamente mais altas do que em outras partes da América Britânica.